# Райнгольд Мюнценберг
Райнгольд Мюнценберг (нім. Reinhold Münzenberg, 25 грудня 1909, Вальгайм — 25 червня 1986, Аахен) — німецький футболіст, що грав на позиції захисника, зокрема, за клуб «Алеманія» (Аахен), а також національну збірну Німеччини. По завершенні ігрової кар'єри — тренер.

## Клубна кар'єра
У футболі дебютував 1927 року виступами за команду «Алеманія» (Аахен), в якій провів чотирнадцять сезонів. 
Згодом з 1941 по 1944 рік грав у складі клубів «Айнтрахт» (Брауншвейг), «Вердер» та «Люфтваффе» (Гамбург).
1945 року повернувся до клубу «Алеманія» (Аахен), за який відіграв 6 сезонів. Завершив професійну кар'єру футболіста у 1951 році.

## Виступи за збірну
1930 року дебютував в офіційних матчах у складі національної збірної Німеччини. Протягом кар'єри у національній команді, яка тривала 10 років, провів у її формі 41 матч.
У складі збірної був учасником чемпіонату світу 1934 року в Італії, де зіграв в переможному матчі за третє місце з Австрією (3-2).
Також брав участь у футбольному турнірі на Олімпійських іграх 1936 року у Берліні.
Був присутній в заявці збірної на чемпіонаті світу 1938 року у Франції, але на поле не виходив.

## Кар'єра тренера
Розпочав тренерську кар'єру, ще продовжуючи грати на полі, 1934 року, очоливши тренерський штаб клубу «Алеманія» (Аахен).
1945 року знов став головним тренером команди «Алеманія» (Аахен), тренував аахенський клуб два роки.
Останнім місцем тренерської роботи була та сама «Алеманія» (Аахен), в якої Мюнценберг був одним з тренерів головної команди протягом 1950 року.
Помер 25 червня 1986 року на 77-му році життя.

## Титули і досягнення
- Бронзовий призер чемпіонату світу: 1934